# Währungskorb

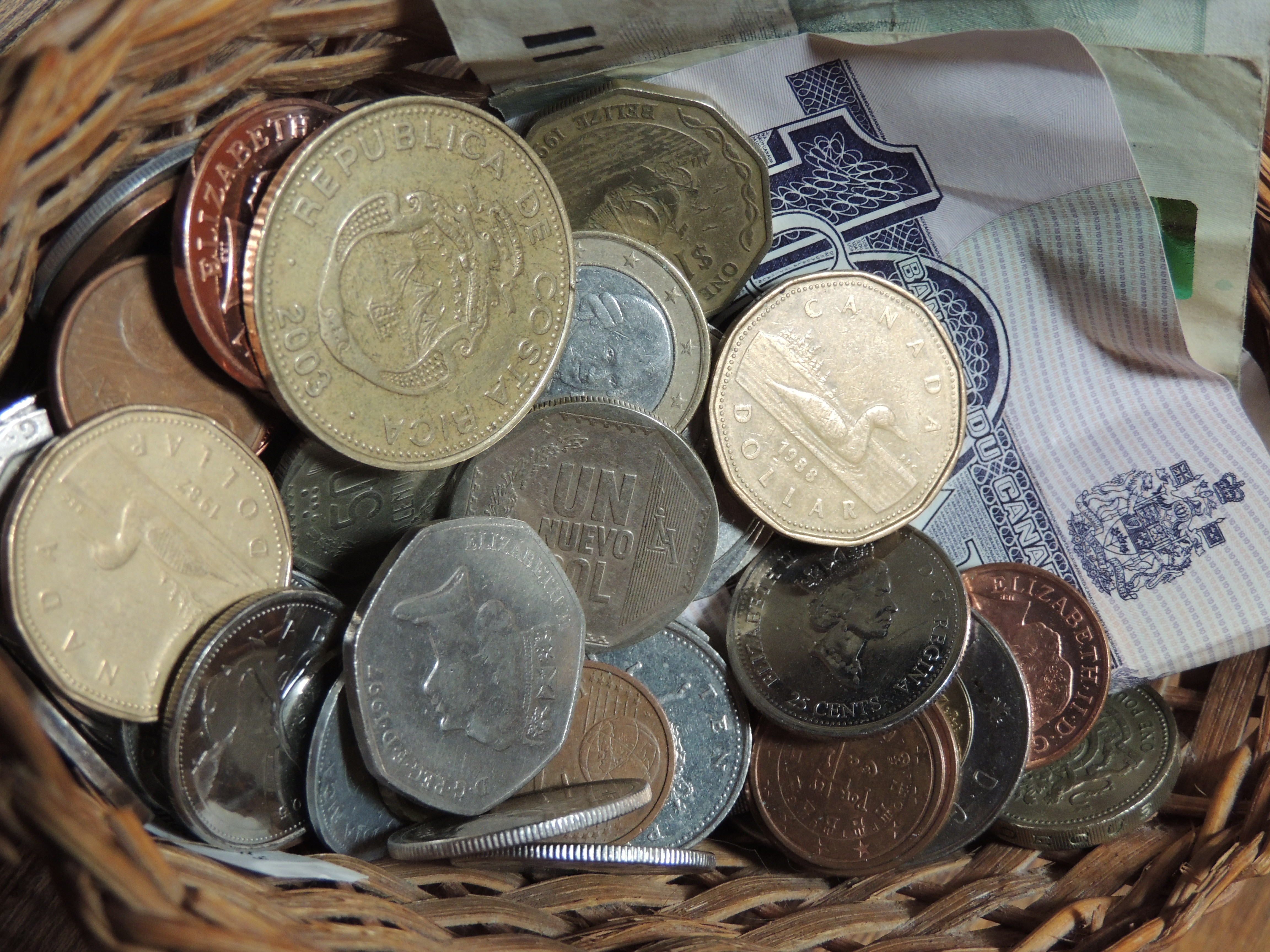
Ein wortwörtlicher Währungskorb

Der Währungskorb (englisch currency basket) ist in der Außenwirtschaft, Währungspolitik und Wirtschaftsstatistik eine künstliche Rechnungseinheit, zu der bestimmte Währungen zusammengefasst werden.

## Allgemeines
Der Währungskorb ist wie der Warenkorb eine statistische Zusammenfassung von Wirtschaftsobjekten aufgrund bestehender Gemeinsamkeiten. Beim Warenkorb werden für die Berechnung des Preisindex bestimmte Güter und Dienstleistungen zusammengefasst, von denen man annimmt, dass sie von einem Durchschnitts-Verbraucher in bestimmter Art und Menge nachgefragt werden.
Ein Währungskorb ist die Zusammenfassung mehrerer Währungen zu einem Portfolio, die einen gegenseitigen wirtschaftlichen Zusammenhang aufweisen wie etwa die verschiedenen Währungen eines Staatenbunds, einer Staatengemeinschaft, supranationalen Organisation oder eines Wirtschaftsraums. Jede in einem Währungskorb enthaltene Währung wird Korbwährung genannt. Die Rechnungseinheit des Währungskorbes wurde als „Kunstwährung“ nicht von einer Zentralbank ausgegeben und hat deshalb keine Zahlungsmittelfunktion.

## Berechnung
Wir erklären die Berechnung an einem Warenkorb mit drei Währungen; die Verallgemeinerung auf mehr Währungen ergibt sich daraus leicht. Die beteiligten Staaten legen für jede Korbwährung die Währungsmengen {\displaystyle A}, {\displaystyle B} und {\displaystyle C} fest. Der Währungskorb sowie die absoluten Währungsanteile werden in einer vorher gewählten gemeinsamen Referenzwährung ausdrückt, indem die Währungsmengen {\displaystyle A}, {\displaystyle B} und {\displaystyle C} mit den Wechselkursen der Währung {\displaystyle K_{A}}, {\displaystyle K_{B}} und {\displaystyle K_{C}} (in Mengennotation) bezüglich der Referenzwährung multipliziert und aufsummiert werden. Die absoluten Währungsanteile ergeben sich somit zu {\displaystyle W_{X}=X\cdot K_{X}} wobei {\displaystyle X=A,B,C} und der Währungskorb zu
{\displaystyle W=W_{A}+W_{B}+W_{C}=A\cdot K_{A}+B\cdot K_{B}+C\cdot K_{C}}.
Der Währungskorb kann auch in den Währungen der beteiligten Staaten ausgedrückt werden, indem man diesen durch den entsprechenden Wechselkurs dividiert, d. h. {\displaystyle Z_{X}={\frac {W}{K_{X}}}}.
Für {\displaystyle X=A,B,C} ergibt sich daraus das Gewicht einer Währung {\displaystyle X} im Währungskorb (d. h. der prozentualer Anteil) zu
{\displaystyle G_{X}={\frac {W_{X}}{W}}={\frac {X}{Z_{X}}}}.
Verändert sich nun z. B. der Wechselkurs {\displaystyle K_{C}} bei gleichbleibenden Wechselkursen {\displaystyle K_{A}} und {\displaystyle K_{B}} und fixierten Währungsmengen {\displaystyle A}, {\displaystyle B} und {\displaystyle C}, so ändern sich auch die Rechnungseinheit {\displaystyle W} sowie die Gewichte der einzelnen Währungen im Währungskorb {\displaystyle G_{A}}, {\displaystyle G_{B}} und {\displaystyle G_{C}}.
Die Währungskomponenten {\displaystyle A}, {\displaystyle B} und {\displaystyle C} werden stets so gewählt, dass die Gewichte {\displaystyle G_{A}}, {\displaystyle G_{B}} und {\displaystyle G_{C}} ungefähr die wirtschaftliche Bedeutung der beteiligten Staaten widerspiegeln.

## Beispiele
Ein Währungskorb waren oder sind die Europäische Rechnungseinheit (ERE), Europäische Währungseinheit (ECU), das Sonderziehungsrecht (SZR) und der U.S. Dollar Index (USDX). Im letzteren sind die Währungen der sechs wichtigsten Handelspartner der USA zusammengefasst. Die ERE basierte auf einem Währungskorb der Mitgliedstaaten, dessen Umrechnungssatz zur ERE jeden Tag zur Verfügung stand und täglich im Amtsblatt der Europäischen Gemeinschaften veröffentlicht wurde. Der ECU war ein Währungskorb, dem seit September 1989 alle zwölf EG-Währungen mit unterschiedlichen Anteilen angehörten. Die ECU war eine künstliche Währung, die sich aus einstimmig festgelegten Anteilen der Währungen der Mitglieder des Europäischen Währungssystems (EWS) am Währungskorb errechnete. Die ECU war zentraler Bestandteil des EWS. Für jede Währung wurde ein Austauschverhältnis zur ECU festgelegt. Daraus ließen sich Leitkurse der EWS-Währungen untereinander bestimmen. Die Wechselkurse der einzelnen Währungen durften nur innerhalb bestimmter Wechselkursbandbreiten um diese Leitkurse schwanken. Das SZR ist ein 1969 vom Internationalen Währungsfonds (IWF) eingeführtes Reserveguthaben, das den IWF-Mitgliedern einen Anspruch auf frei verwendbare Währungen einräumt, sollten die Währungsreserven eines Staates nicht ausreichen.
Zum Zweck der Messung des Außenwerts der Inlandswährung können die ausländischen Währungen in einem – nach Außenhandelsanteilen – gewichteten Währungskorb zusammengefasst werden.
China
Yuan bzw. Renminbi (RMB) ist die chinesische Landeswährung, die an den US-Dollar gekoppelt war. Der Yuan bezog sich auf den US-Dollar im nominalen Wechselkurs, welcher sich seit 1994 viele Jahre lang nicht geändert hatte. Der Yuan vollzog Wechselkursschwankungen des Dollars zu anderen Währungen nach, wobei er eine sehr nahe Relation zum US-Dollar beibehielt. Die Verankerung des Yuan am Dollar war nachzuvollziehen, auch wenn China dies nie offiziell bestätigte.
Am 21. Juli 2005 gab die chinesische Regierung bekannt, dass diese Währungsbeziehung durch die Bindung an einen Währungskorb abgelöst werden solle. Zudem wurde der Yuan zum Dollar um 2,1 Prozent aufgewertet (1 Dollar = 8,11 RMB). Knapp drei Wochen nach dem Ende der festen Dollar-Bindung hat die chinesische Regierung erstmals Details über die Zusammensetzung des neuen Währungskorbes bekannt gegeben. Demnach ist die Landeswährung Yuan vor allem an den US-Dollar, den Euro, den japanischen Yen und den südkoreanischen Won gekoppelt. „Die Währungen in dem Korb hängen von dem Volumen unseres Außenhandels ab“, erklärte der chinesische Zentralbank-Gouverneur Zhou Xiaochuan. „Die USA, die Euro-Zone, Japan und Südkorea sind jetzt unsere größten Handelspartner, deshalb sind ihre Währungen natürlich die Wichtigsten in dem Korb.“ Daneben sind den Angaben zufolge auch der Singapur-Dollar, das britische Pfund, der malaysische Ringgit, der russische Rubel, der australische Dollar, der thailändische Baht sowie der kanadische Dollar enthalten. Die Gewichtung innerhalb des Währungskorbes basiere auf Daten zum Außenhandel, zu Auslandsschulden und direkten Auslandsinvestitionen Chinas sowie ausländischen Investitionen in der Volksrepublik. Des Weiteren orientiere er sich vor allem an Rohstoffen und Dienstleistungen. Nach Einschätzung dürfte der Dollar an dem chinesischen Währungskorb mit 30 Prozent das größte Gewicht haben, gefolgt vom Euro und dem Yen mit je 20 Prozent und dem südkoreanischen Won mit 10 Prozent. Entscheidend sei die Zusammensetzung des Währungskorbes für die Währungsreserven des Landes. Denn diese würden die Chinesen so aufstellen, dass das Währungsrisiko möglichst gering gehalten wird.

## Währungskorb-Anleihen
Ein Währungskorb kann auch als Bezugswert für Finanzinstrumente verwendet werden. Die Währungskorb-Anleihe (englisch composite currency bond) ist beispielsweise eine Anleihe, die durch einen  Währungskorb oder Rechnungseinheiten denominiert wird. Beispiele waren Anleihen in ECU oder SZR. Sie boten Absicherung gegen das Wechselkursrisiko oder Zinsänderungsrisiko einer einzigen Währung, wie sie bei reinen Fremdwährungsanleihen auftreten können. Der Währungskorb dient insoweit als Risikodiversifizierung.

## Effektive Wechselkurse
Effektive Wechselkurse sind der Indexwert einer Währung gegenüber einem gewichteten Währungskorb. Der effektive Wechselkurs von wichtigen Währungen wird lediglich von der Bank of England ermittelt. Effektive Wechselkurse entsprechen von der Methodik einem Preisindex.

## Weltwährungskorb
Der Begriff des Weltwährungskorbs bezieht sich ausschließlich auf die Zusammensetzung der Sonderziehungsrechte des IWF. Am 1. Oktober 2016 wurde der Renminbi als fünfte Währung in den Weltwährungskorb des IWF aufgenommen. Da es sich um einen gewichteten Währungskorb handelt, sanken die Anteile der bisherigen Korbwährungen entsprechend um den hinzugekommenen Renminbi.
|            | USD               | EUR               | JPY             | GBP               | CNY              |
| ---------- | ----------------- | ----------------- | --------------- | ----------------- | ---------------- |
| 2011–2016  | 0,660 (41,9 %)    | 0,423 (37,4 %)    | 12,1 (9,4 %)    | 0,1110 (11,3 %)   | -                |
| ab 10/2016 | 0,58252 (41,73 %) | 0,38671 (30,93 %) | 11,900 (8,33 %) | 0,085946 (8,09 %) | 1,0174 (10,92 %) |

## Wirtschaftliche Aspekte
Der Währungskorb stellt eine künstlich geschaffene Währung dar, die sowohl im Rahmen der Währungspolitik als auch bei der Absicherung der Unternehmen gegen Wechselkursschwankungen genutzt wird. Ein solcher Währungskorb kann auch zur Messung der preislichen Wettbewerbsfähigkeit von Exporten eines Landes verwendet werden.
Im Rahmen eines festen Wechselkurses stellen Währungskörbe vor allem für international verflochtene Volkswirtschaften eine Alternative zur Wechselkursbindung an eine einzelne Währung dar. Dabei richtet sich der Anteil der im Korb enthaltenen Währungen nach deren Bedeutung für das sich bindende Land. Die Wechselkurse der inländischen Währung gegenüber den im Korb enthaltenen Währungen fließen anteilsmäßig in den Wechselkurs der Inlandswährung gegenüber dem Währungskorb ein. Ziel der Währungspolitik ist es, den Kurs zwischen Inlandswährung und Währungskorb konstant zu halten. Erreicht wird dies in der Praxis beispielsweise durch Devisenmarktinterventionen der Zentralbanken.